# Monica Potter
Monica Lousie Brokaw (Cleveland, 30 de junho de 1971) mais conhecida como Monica Potter é uma atriz norte-americana.

## Biografia
Monica é a 2º  das 4 filhas do inventor Paul Brokaw e da secretária Nancy. Após seu pai enviar fotos à agências de talentos locais, começou, aos 12 anos a realizar trabalhos de modelo com anúncios e comerciais em Chicago e Miami.
Em 1990, aos 19 anos, teve o 1º filho, Daniel Potter, fruto de sua união com Tom Potter. Em 1994, grávida novamente, muda-se com o marido para Los Angeles. No mesmo ano nasceria Liam Potter, o 2º filho do casal. No final de 1998 o casal acaba com os 8 anos de casamento e se divorciam.
Monica voltou a casar, desta vez, com Daniel Christopher Allison, um cirurgião ortopédico, em junho de 2005. Potter e Allison tiveram a  primeira filha, chamada Molly Brigid Allison, em 3 de agosto de 2005.
A canção "Mrs. Potter's Lullaby", de Counting Crows  foi inspirado por Monica. Adam Duritz a viu em um filme e escreveu a canção em sua homenagem.

## Carreira de atriz
Sua estréia no cinema veio numa pequena "ponta" na comédia-ação À Prova De Balas (1996), que tinha Adam Sandler como protagonista. No ano seguinte, participação no destacado filme de ação Con Air - A Rota da Fuga, interpretando a esposa do astro Nicolas Cage. Em 1998 teve os primeiros papéis de destaque no cinema. Foi na comédia romântica inglesa, Mero Acaso  que suas virtudes ficaram mais nítidas. Protagonizou junto ao ascendente ator Joseph Fiennes um filme despretensioso e ao mesmo tempo divertido e delicioso, muito embora tenha passado despercebido do grande público. Outro filme de destaque realizado foi Patch Adams, O Amor é Contagioso, com consagrado ator Robin Williams no papel principal.
Ainda no campo da comédia romântica, protagonizou ao lado de Freddie Prinze Jr., o filme Cinco Evas e um Adão (2001), que nada tem a ver com o título original. Também estrelou Os Encontros de Lucy (2002). Teve destaque ainda no suspense policial Na Teia Da Aranha (2001), ao lado do consagrado Morgan Freeman e uma pequena participação no inesperado sucesso Jogos Mortais (2004).
Ela também fez  parte do elenco da série televisiva Boston Legal, mas deixou a série durante a segunda temporada. Em 2009, Monica entrou no elenco da nova série da TNT, Trust Me, que foi cancelada após a primeira temporada devido a baixa audiência e desempenhou o papel de Kristina Braverman na comédia dramática Parenthood da NBC, por cinco temporadas.

## Filmografia
- 1996 - Bulletproof - À Prova De Balas
- 1997 - Con Air - Con Air - A Rota da Fuga
- 1998 - A Cool, Dry Place
- 1998 - Martha, Meet Frank, Daniel and Laurence - Mero Acaso
- 1998 - Without Limits - Sem Limites
- 1998 - Patch Adams - Patch Adams, O Amor é Contagioso
- 1999 - Heaven or Vegas
- 2001 - Head Over Heels - Cinco Evas e um Adão
- 2001 - Along Came a Spider - Na Teia Da Aranha
- 2002 - I'm with Lucy - Os Encontros De Lucy
- 2004 - Saw - Jogos Mortais
- 2008 - Lower Learning
- 2009 - The Last House on the Left - A Última Casa
- 2010-2015 - Parenthood - Série de TV

## Prêmios e indicações
| Ano  | Premiação                        | Categoria                                  | Obra         | Resultado | Ref   |
| ---- | -------------------------------- | ------------------------------------------ | ------------ | --------- | ----- |
| 2006 | Prêmio Screen Actors Guild       | Melhor Elenco em Série de Comédia          | Boston Legal | Indicado  | [ 1 ] |
| 2013 | Critics' Choice Television Award | Melhor Atriz Coadjuvante em Série de Drama | Parenthood   | Venceu    | [ 2 ] |
| 2013 | TCA Award                        | Melhor Atuação em Drama                    | Parenthood   | Indicado  | [ 3 ] |
| 2014 | Globo de Ouro                    | Melhor Atriz Coadjuvante em Televisão      | Parenthood   | Indicado  | [ 4 ] |